# Vendanges (Roussel)
Vendanges, esquisse symphonique is een compositie en symfonische schets van Albert Roussel. Van het werk is maar één uitvoering bekend, onder leiding van  Alfred Cortot op 18 april 1905 in het Nouveau-Theatre in Parijs. Daarna verdween het werk in de la om er nooit meer uit te komen. Het werd in ieder geval niet gepubliceerd en valt daarmee buiten de opuslijst van de componist.
Vendanges is Frans voor Oogst. Darius Milhaud en  Charles Koechlin schreven gelijknamige werken.